# Wybieg (moda)
Wybieg (ang. runway) – w branży modowej, podwyższona platforma, po której poruszają się modele i modelki podczas pokazów mody; scena dla prezentacji kolekcji ubrań i akcesoriów; kluczowy element pokazów, umożliwiający prezentację prac projektantów przed publicznością i mediami. Jest to zwykle wąski i płaski podest zainstalowany w taki sposób, że wchodzi w głąb widowni lub dzieli jej obszar, jeśli znajduje się na zewnątrz. Jest to także przestrzenią, w której projektanci mogą wyrazić swoją kreatywność i wizję artystyczną tworząc dodatkowe scenografię i aranżacje. Poprzez aranżację przestrzeni prezentacyjnej projektanci budują atmosferę pokazu mody i starają się wpłynąć na odbiór kolekcji przez publiczność.
Najczęstsze konstrukcje wybiegów:
- Tradycyjny wybieg – prosty, podłużny wybieg, często w kształcie litery "T" lub "U".
- Wybieg okrągły – wybieg w kształcie koła, umożliwiający modelom poruszanie się wokół centralnego punktu.
- Wybieg interaktywny – nowoczesne wybiegi, które mogą zawierać elementy multimedialne, takie jak ekrany LED, projekcje czy interaktywne instalacje.

## Historia

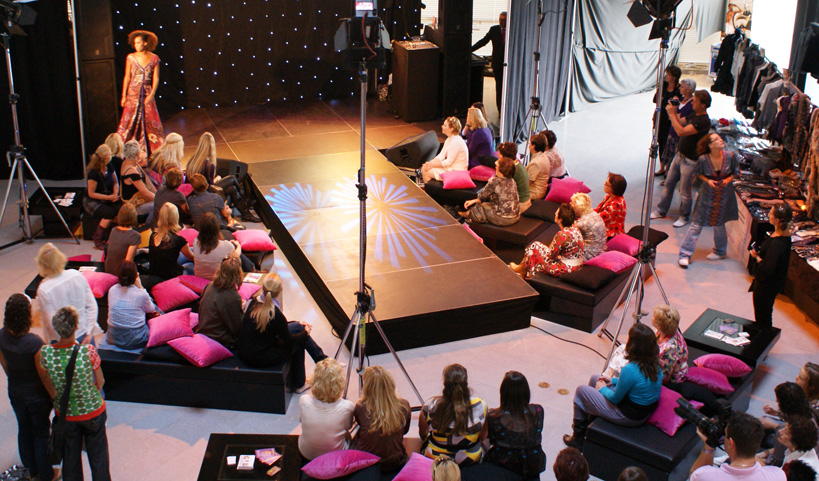
Niewielki wybieg w kształcie litery T

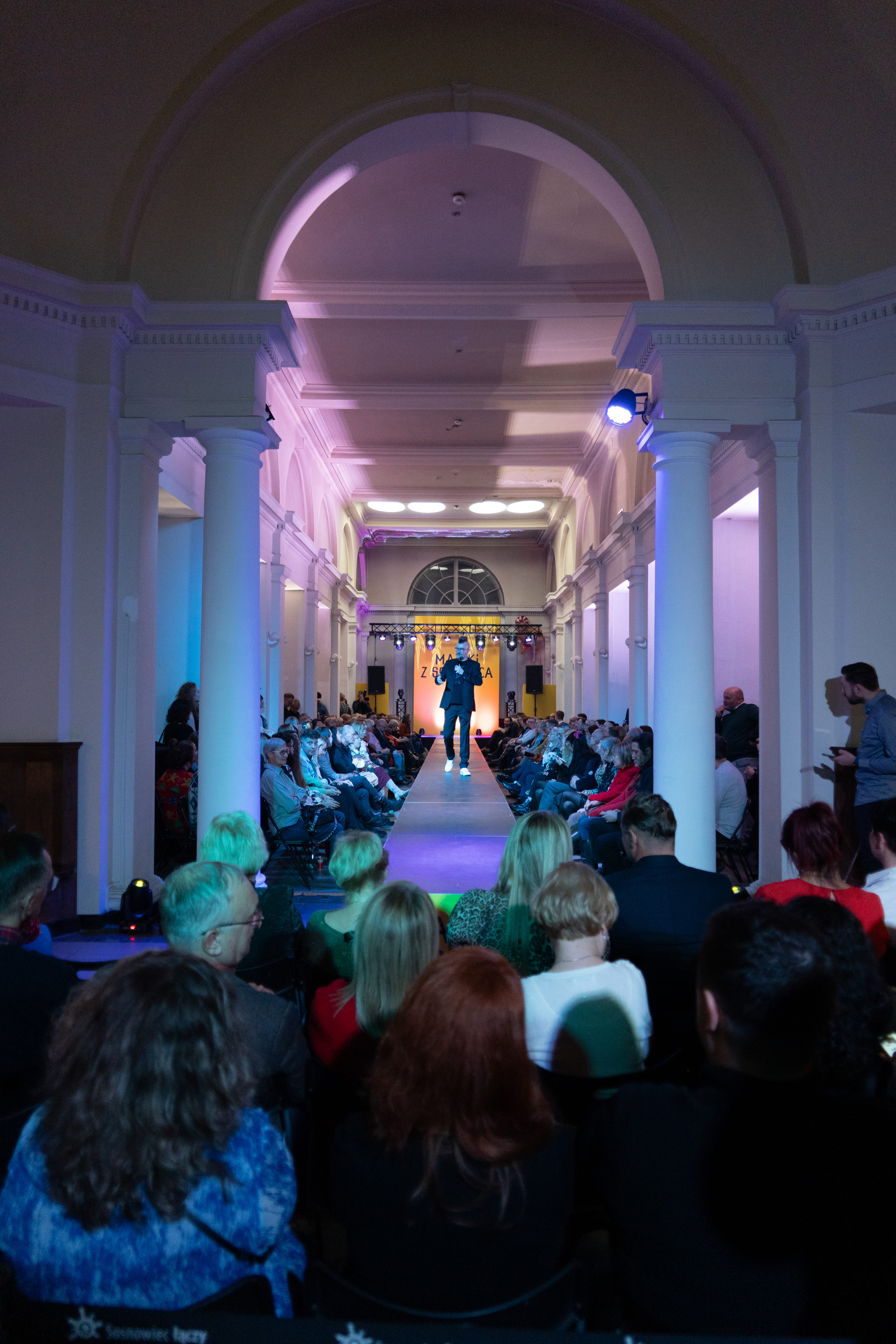
Wybieg podłużny we wnętrzu budynku

Charles Frederick Worth, uznawany za ojca haute couture, był jednym z pierwszych projektantów, który zamiast manekinów zaczął używać modelek do prezentacji swoich kreacji.  W 1901 roku projektantka Lucile zorganizowała w Londynie pierwszy publiczny pokaz mody ze sceną i muzycznym akompaniamentem. Scena u Lucile, zgodnie z paryską tradycją tamtych czasów, była mała i niska (dwie-trzy stopnie). We wczesnym XX w. w USA powstały długie i wysokie podesty, rozciągające się w stronę publiczności (ang. catwalk). Proporcje tych konstrukcji były bliższe późniejszym wybiegom niż scenie Lucile. W latach 1910-1920, Paul Poiret zorganizował pierwsze spektakularne pokazy mody, które przypominały bardziej teatralne przedstawienia niż tradycyjne prezentacje. Użycie podwyższonych platform do pokazów mody było zalecane w literaturze specjalistycznej już w 1911 roku. Prekursor współczesnych wąskich podestów pojawił się podczas spektakli w teatrze Winter Garden w Nowym Jorku. Właściciele teatru, Shubertowie, włączyli do swojego rewii The Passing Show of 1914 imitację pokazu mody, w której aktorki — najpierw w sukniach wieczorowych, a potem bez nich — wychodziły na mostki prowadzące od centrum sceny do widowni. Historyk teatru Ronald Harold Wainscott uważa, że to rozwiązanie pochodzi z japońskiego teatru kabuki, gdzie podest hanamichi był używany od XVII wieku. Do zachodniej tradycji teatralnej wprowadził go Max Reinhardt na początku lat 1910., aby przełamać czwartą ścianę. Już rok później Florenz Ziegfeld zachwycił publiczność podestem umieszczonym nad głowami pierwszych dwóch rzędów stolików kabaretowych, strategicznie wykonane otwory wentylacyjne odsłaniały nogi przechodzących artystek, a strumienie powietrza przez otwory pdnosiły spódnice na „niebezpieczną wysokość”. Podest został zaprojektowany przez Iwana Urbana, projektanta pochodzącego z Austrii, który zasłynął również przebudową sceny do pokazów mody w sklepie Gimbel's, więc możliwe, że scena dla Ziegfeld Midnight Frolic była bardziej zmysłową wersją podestu ze sklepu. Europejscy projektanci, zachwyceni skalą amerykańskich pokazów mody, kontynuowali tradycję salonów z bardzo małą liczbą (około 50) widzów-klientek, bez użycia podestu (modelki przechodziły przez szereg pokoi). Jednym z nielicznych wyjątków był Redfern, który wyposażył swój salon w centrum Paryża w długą platformę, po której modelki przechodziły, zanim zeszły do sali. Otwarte pokazy dla dużych publiczności pojawiły się we Francji w latach 20. XX wieku; w 1929 roku pokaz odbył się w Operze Paryskiej, gdzie podest został zbudowany w centralnym przejściu. 

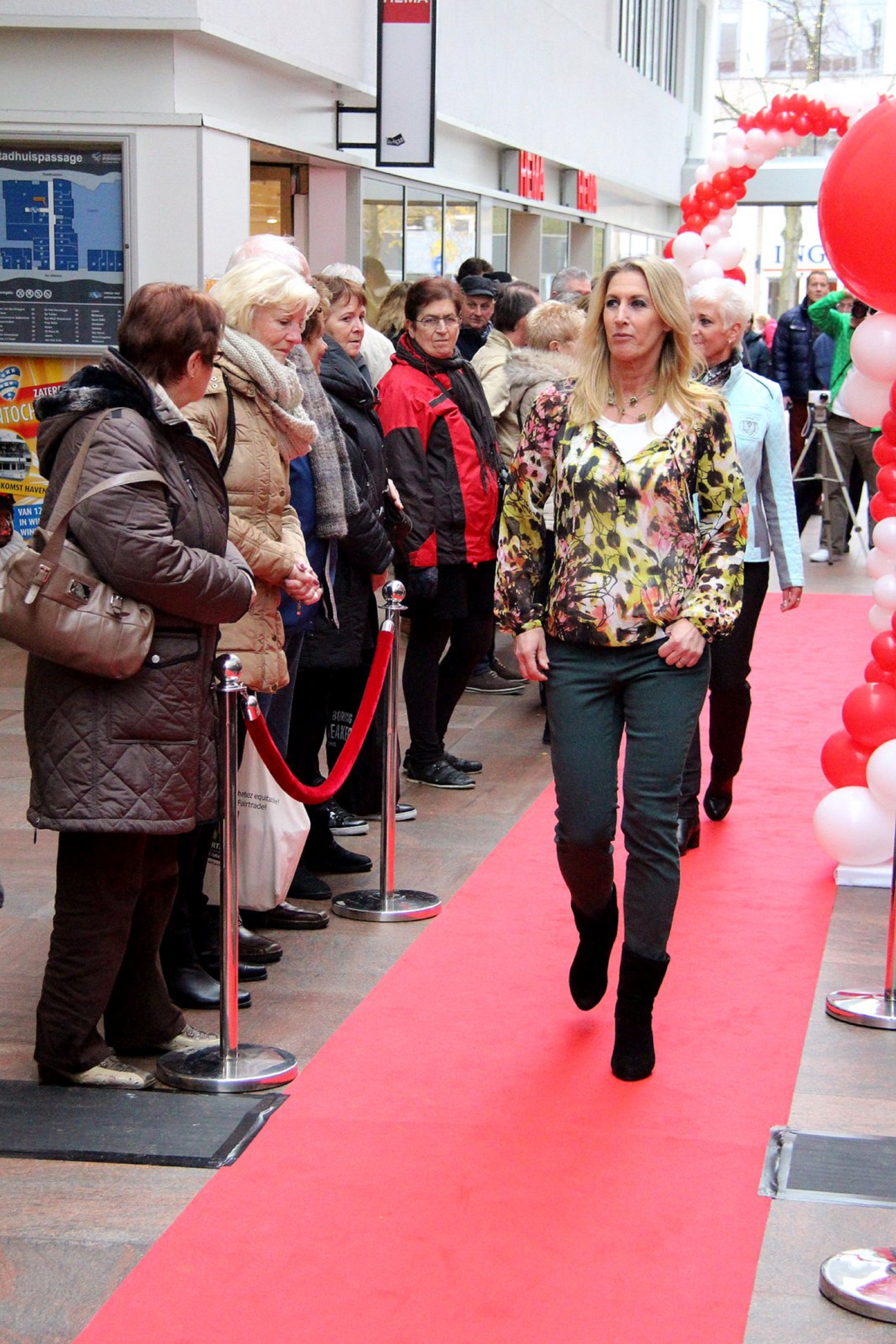
Wybieg zewnętrzny w trakcie pokazu w Spijkenisse

Konstrukcja podestu jest kluczowym elementem projektowania wnętrz dla pokazów mody. Typowa długość podestu wynosi od 10 do 50 metrów. Specyfika pokazów mody sprawia, że pierwsze rzędy są szczególnie atrakcyjne dla widzów. Wydłużenie podestu pozwala umieścić więcej widzów w najbardziej prestiżowych pierwszych dwóch rzędach; już w 1917 roku pojawił się pierwszy 200-metrowy podest (w tym samym Gimbel's). 

Jeśli dać projektantowi wolną rękę, długość podestu wyniesie 300 metrów i wszyscy będą siedzieć w pierwszym rzędzie

W latach 60. i 70. XX wieku wybiegi stały się bardziej złożone i kreatywne, a projektanci zaczęli eksperymentować z różnymi formami i aranżacjami przestrzeni.
Po roku 2000 technologia znacząco wpłynęła na wygląd i funkcjonalność wybiegów. Wykorzystanie technologii pozwala na tworzenie bardziej immersyjnych i interaktywnych doświadczeń dla widzów. Współczesne wybiegi często odzwierciedlają najnowsze trendy w architekturze i technologii. Projektanci coraz częściej korzystają z zaawansowanych technologii, takich jak projekcje 3D, interaktywne ekrany LED, rzeczywistości wirtualnej (VR) oraz elementy rzeczywistości rozszerzonej (AR), aby stworzyć bardziej immersyjne doświadczenia dla widzów. Wybieg staje się nie tylko miejscem prezentacji mody, ale także przestrzenią artystyczną, która angażuje wszystkie zmysły.
W erze mediów społecznościowych i cyfrowej fotografii sukces pokazu zależy również od możliwości wykonania przez widzów wysokiej jakości zdjęć. Pokaz męskiej odzieży Louis Vuitton dlatego użył podestu o długości 200 metrów; po obu stronach podestu umieszczono po dwa rzędy krzeseł i jeszcze jeden rząd dla stojących widzów — wszystkie zdjęcia widzów automatycznie pokazywały prestiżowy status „pierwszych rzędów”. Najdłuższy podest, o długości ponad 2 kilometrów, został zbudowany 8 października 2011 roku w centrum handlowym belgijskiego miasta Wijnegem. Przejście modelki po wybiegu zajmowało 35 minut. Zazwyczaj strefa podestu jest otoczona nieco przyciemnioną strefą widowni po obu stronach, w pierwszych rzędach której zasiadają miłośnicy mody, przedstawiciele prasy i zaproszone gwiazdy. Na scenie na końcu podestu umieszczane są dekoracje, które stanowią tło dla pokazu. Za kulisami znajdują się stojaki z ubraniami, butami i akcesoriami do pokazu. Tutaj specjaliści pomagają modelkom przebrać się, nałożyć makijaż i uczesać się przed wyjściem.